# La boda de Muriel
La boda de Muriel (títol original en anglès: Muriel's Wedding) és una comèdia dramàtica d'humor negre escrita i dirigida per P.J. Hogan el 1994. La pel·lícula parla de l'obsessió malaltissa d'una noia australiana per casar-se i tenir èxit en la vida, i reflexiona sobre la influència dels models socials dominants en la joventut. Ha estat doblada al català.
L'èxit mundial d'aquesta història va venir acompanyat pel seu reconeixement professional en diversos festivals de cinema, entre els quals cal destacar els Globus d'Or que van donar a una, llavors poc coneguda, Toni Collette la seva primera nominació. Evidentment, la pel·lícula va esdevenir l'instrument ideal per impulsar la carrera del seu equip directiu i interpretatiu als Estats Units.

## Resum
Muriel, una noia amb sobrepès que viu en el seu món de fantasia ple de cançons d'ABBA i catàlegs nupcials, somia que algun dia arribarà el seu príncep blau per rescatar-la de la seva odiosa família i del grup d'amigues que no fan res més que humiliar-la. Cansada d'esperar, decideix anar a la ciutat, viure una altra vida i trobar algú.

## Argument
Muriel (Toni Collette) viu en un claustrofòbic i turístic poblet australià anomenat Porpoise Spit, un lloc caracteritzat pels seus centres comercials, parcs aquàtics i reunions amb picnic. Per a Muriel però, la vida allà és massa tranquil·la. Es passa els dies matant el temps escoltant la música d'ABBA i somiant un glamourós casament i un matrimoni amb un home que l'ajudi a superar les seves pròpies limitacions i l'alliberi d'una tediosa rutina dominada pel seu abusiu pare. Malauradament, en realitat, la Muriel no ha tingut mai cap xicot i el seu físic, lleugerament rodonet, és objecte de burla per part de les noies més sofisticades de la urbanització, a les quals considera les seves amigues. I la situació s'enrareix encara més quan els seus pares descobreixen que ha buidat el seu compte corrent per pagar-se unes vacances al Carib.
Decidida a canviar la seva fortuna, abandona la seva família i se'n va a Sidney a retrobar-se amb la seva hedonista i irresponsable amiga de la infantesa Rhonda (Rachel Griffiths). Canviant-se el nom de Muriel pel de Mariel, segueix el seu somni només per adonar-se que la vida real està plena d'obstacles que ha de superar si vol aconseguir el seu objectiu. Malgrat tot, treballa de dependenta en un videoclub i manté la seva il·lusió gaudint, durant les seves estones lliures, amb periòdiques visites a les botigues de núvies de la ciutat i elaborant àlbums de fotos amb ella vestida de blanc.
La sort però, no l'acompanya, ja que al cap de poc d'instal·lar-se al pis de la Rhonda, la seva companya queda paral·lítica a causa d'un tumor en la columna vertebral. La seva relació es veu afectada per aquest canvi d'esdeveniments i, quan la Muriel revela la seva peculiar afició, es deteriora encara més.
Després del distanciament de les dues amigues, la Muriel troba, per casualitat, en la secció de contactes del diari, un anunci on un noi busca noia per casar-se. Interessada en el nou gir que aquest fet pot donar a la seva vida, va a conèixer-lo descobrint que, l'interessat en qüestió, és l'atractiu i atlètic nedador sud-africà, David Van Arckle, que necessita arreglar un matrimoni de conveniència per tal d'obtenir la nacionalitat i poder competir amb Austràlia en els Jocs Olímpics d'estiu. Encantada amb la possibilitat de poder celebrar, finalment, una gran boda, la Muriel accepta el matrimoni fictici i no dubta en aprofitar la seva oportunitat per organitzar una luxosa festa que sigui l'enveja d'aquelles persones que, com les seves amigues de Porpoise Spit, en el seu moment, l'havien ridiculitzat.
Aquest és el punt en què la Muriel s'adona que la celebració d'un casament no fa la felicitat. Lligada a una relació matrimonial freda i distanciada, trobarà a faltar la camaraderia que havia viscut amb la Rhonda. Una sensació que s'agreuja quan la seva mare, dolguda pel procés de separació iniciat pel seu pare, es suïcida. Malgrat aconseguir trencar el gel en el seu matrimoni, s'acaba sincerant amb ella mateixa i convençuda del camí que ha de seguir, abandona el seu marit i va a buscar a la Rhonda.
La pel·lícula es tanca amb la imatge de la Rhonda i la Muriel viatjant juntes en un taxi cap a Sidney mentre la melodia Dancing Queen d'ABBA les envolta.

## Repartiment
| Intèrpret        | Personatge              | Veu en català        |
| ---------------- | ----------------------- | -------------------- |
| Toni Collette    | Muriel Heslop           | Montse Moreno        |
| Rachel Griffiths | Rhonda Epinstalk        | Maria Luisa Solá     |
| Bill Hunter      | Bill Heslop             | José Antequera       |
| Gennie Nevinson  | Deidre Cambers          | Roser Cavallé        |
| Jeanie Drynan    | Betty Heslop            | Glòria Roig          |
| Daniel Wyllie    | Perry Heslop            | José Luis Mediavilla |
| Daniel Lapaine   | David Van Arckle        | José Posada          |
| Belinda Jarrett  | Janine                  | Alicia Laorden       |
| Sophie Lee       | Tania Degano            | Pilar Rubiella       |
| Chris Haywood    | Entrenador Ken Blundell | Alberto Trifol       |
| Gabby Millgate   | Joanie Heslop           | Desconegut           |

## Crítica
La boda de Muriel va rebre en general crítiques molt favorables. Així, Fernando Morales, del diari El País, va comentar que era una comèdia molt divertida, dirigida amb moltíssima habilitat i amb una magnífica interpretació de la seva actriu principal, i va recomanar veure-la. D'altra banda, Antonio Albert, de Cinemanía, va anunciar que era la pel·lícula revelació de l'any. Dues opinions que van coincidir bastant amb les veus que van sortir dels Estats Units. En concret, Roger Ebert, del Chicago-Sun Times, va destacar el despiadat retrat que fa la pel·lícula de la societat provinciana, encara que manté cert afecte pels seus supervivents més inadaptats. També va assenyalar els constants somriures i riures que la història provoca i la recurrent malenconia que mou l'argument i es manifesta completament a les escenes finals després de tota una sèrie de sorpreses i desenganys inesperats. Així, en general, els crítics nord-americans la van descriure, tal com va dir Peter Travers de la revista Rolling Stone, com una història extraordinàriament divertida i un plaer genuí. En definitiva, una cita que no s'ha d'oblidar.

## Producció
Hamilton Island, a Queensland, va ser el lloc escollit per ubicar el poble de Porpoise Spit. Altres localitzacions van ser Coolangatta, Darlinghurst, la Gold Coast, Parramatta, Surfers Paradise i Sidney.

## Banda Sonora
La pel·lícula ve animada per una inoblidable música ambiental que incorpora algunes de les millors cançons d'ABBA: Dancing Queen, Mamma Mia, Waterloo, Fernando, i també I Do, I Do, I Do, I Do, I Do. La combinació de l'argument de la història i les melodies del grup suec va donar tal notabilitat internacional a la cinta que posteriorment no es va dubtar en repetir-ne la fórmula incorporant cançons d'ABBA a altres adaptacions cinematogràfiques i musicals, com per exemple, el musical de Mamma Mia!, que va tenir un gran èxit en tots els teatres del món o també la seva versió cinematogràfica a Mamma Mia!.

## Premis i nominacions
- Globus d'or: Nominada a la categoria de Millor Actriu - Comèdia o Musical per Toni Collette
- Premis Bafta: Nominada a la categoria de Millor guió original per P.J. Hogan
- Premis de l'Institut Australià de Cinema
  - Guanyadora a les categories de Millor pel·lícula, Millor actriu per (Toni Collette), Millor so
  - Nominada a les categories de Millor director (P.J. Hogan), Millor guió original (P.J. Hogan), Millor actor secundari (Bill Hunter) i Millor actriu secundària (Jeanie Drynan).